# Michel Kratochvil
Michel Frank Kratochvil (nacido el 7 de abril de 1979 en Berna) es un tenista suizo, profesional desde 1997. El jugador diesto aún no ha ganado ningún título profesional en individuales. Alcanzó su mejor posición en el escalafón del circuito de la ATP el 8 de julio del 2002, cuando pasó a ser el N.º 35 del mundo. Kratochvil comenzó a jugar con sus padres, Frantisek and Eva, ambos de la desaparecida Checoslovaquia, que dejaron el país durante la invasión Soviética en 1968.

## Títulos en individuales
| Leyenda (Individuales)        |
| Grand Slam (0)                |
| Tennis Masters Cup (0)        |
| ATP Masters Series (0)        |
| ATP World Tour 500 Series (0) |
| ATP Tour (0)                  |
| Challengers (5)               |
| Futures                       |

| No. | Fecha                   | Torneo         | Superficie    | Oponente en la final   | Marcador en la final |
| 1.  | 9 de agosto de 1999     | Viena, Austria | Tierra batida | Marcelo Charpentier    | 3–6, 7–6, 6–2        |
| 2.  | 16 de agosto de 1999    | Sylt, Alemania | Tierra batida | Emilio Benfele Álvarez | 6–1, 6–1             |
| 3.  | 23 de agosto de 1999    | Ginebra, Suiza | Tierr batida  | Orlin Stanoytchev      | 6–0, 6–1             |
| 4.  | 13 de noviembre de 2000 | Osaka, Japón   | Dura          | Hyung-Taik Lee         | 2–6, 6–2, 6–2        |
| 5.  | 20 de noviembre de 2000 | Brest, Francia | Dura          | Johan Settergen        | 3–6, 6–4, 7–6        |